# Manuel María de Peralta y López del Corral
Manuel María de Peralta y López del Corral, político costarricense, firmante del Acta de Independencia de Costa Rica.
Nació en Cartago, Costa Rica. Sus padres fueron José María de Peralta y La Vega y Ana Benita de Nava López del Corral. Casó en Cartago con Paula Fajardo y Echavarría.
Desempeñó cargos municipales en Cartago. Estuvo presente el 29 de octubre de 1821 en la sesión del Ayuntamiento de Cartago en la que se redactó el Acta de Independencia de Costa Rica y fue uno de sus firmantes.
Se distinguió como partidario de la anexión de Costa Rica al Imperio Mexicano. Fue miembro de la Diputación de Costa Rica presidida por Rafael Francisco Osejo, que asumió el poder el 20 de marzo de 1823 y fue derrocada por el golpe monárquico del 29 de ese mes.
Posteriormente fue diputado. Participó en la guerra civil de 1835 o Guerra de la Liga y debido a ello hubo de abandonar Costa Rica y marchar al exilio. Murió en Nicaragua en 1837.
- Datos: Q5196918